# Wannig (Fluss)
Die Wannig ist (mit ihrem rechten Oberlauf Gücklertgraben) ein gut 9 km langer, rechter und östlicher Zufluss der Lauer im unterfränkischen Landkreis Bad Kissingen.

## Name
Das heute vom BayernAtlas schon vor Großwenkheim Wannig genannte Gewässer – denselben Namen verwendet der Umweltatlas Bayern – scheint zumindest früher am Oberlauf, vielleicht sogar bis zum Zufluss des Seegrabens am Ortsrand von Großwenkheim, Wannigsgraben genannt worden zu sein. Nach diesem Zufluss jedenfalls ist der Lauf auf der auf dem BayernAtlas einstellbaren alten Karte bald mit Wannig beschriftet. Am Unterlauf weit unterhalb der Wannigsmühle findet sich auf dieser Karte dann die Beschriftung Wannigsbach. Inwiefern es sich bei den Namen Wannigsgraben und Wannigsbach um freie Varianten handelte und ob sie noch örtlich gebräuchlich sind, muss hier offen bleiben.

## Geographie

### Verlauf
Die Wannig fließt östlich des Pfarrdorfs Großwenkheim der Stadt Münnerstadt auf etwa 287 m ü. NHN aus dem recht kurzen rechten Gücklertgraben und einem viel längerem Grabenoberlauf aus dem Südsüdosten zusammen. In Fortsetzung des Gücklertgraben-Laufs nach Westen erreicht die Wannig den Rand von Großwenkheim, wo sie der von Norden her zufließende Seegraben verstärkt. Ab hier und fast bis zuletzt fließt sie nun mit kleinen Richtungswechseln etwa südwestlich und durchquert dabei zunächst das größtenteils links liegende Pfarrdorf Großwenkheim, in dem sie auch die Kreisstraße KH 11 unterquert.
Unterhalb des Ortes mündet dann linksseits die Kleine Wannig, die das bisherige Einzugsgebiet um die Hälfte vergrößert. Hier ist der Bachlauf inzwischen auch merklich eingetieft. Wenig später fließt, inzwischen in einem tief eingegrabenen Muschelkalktal, am Ortsrand von Kleinwenkheim die Dippach von Norden her zu, der einzugsgebietsreichste Zufluss von allen. Der Bach fließt in zunächst recht enger Aue, das Tal legt sich in kleine Mäander, an seinen steilen Hängen und oft über deren Schultern hinaus bis auf die Hochebene steht nun Wald. Bis zum nächsten Zufluss begleitet nun die Staatsstraße St 2282 den Bach.
Das Tal dieses nächsten Zuflusses Edelbach, am nach Südosten abknickenden Unterlauf Rüttenberggraben genannt, läuft ebenfalls südwärts zum Haupttal, die Länge seines Gesamtstrangs übertrifft mit 6,1 km sogar etwas die der Dippach. Zwei Talbögen bachabwärts weitet sich die Talaue für den letzten Kilometer Lauf stark nach links, die Wannig kehrt sich hier hart am Fuße des 303 m ü. NHN hohen rechten Talsporns entlang, auf dem das Krummholz steht, zu am Ende nördlichem Lauf. An der Haardmühle von Markt Maßbach mündet er von rechts und auf etwa 242 m ü. NHN in die hier nordwärts fließende Lauer.

### Zuflüsse
Direkte Zuflüsse vom Ursprung bis zur Mündung (Auswahl).
- Gücklertgraben (rechter Oberlauf)
- (Graben aus dem Hirschwinkel)  (linker Oberlauf)
- Seegraben (rechts)
- Kleine Wannig oder Klein Wannig (links), 3 km[2] und 6,0 km²[3]
- Dippach (rechts), 5,9 km[2] und 13,9 km²[3]
- Edelbach, am Unterlauf Rüttenberggraben, früher wohl auch Diebach (rechts), 6,1 km[2] und 8,7 km²[3]

### Flusssystem
- Liste der Fließgewässer im Flusssystem Lauer

### Orte
Die Wannig berührt nacheinander die folgenden Orte und Siedlungsplätze:
- Stadt Münnerstadt
  - Großwenkheim (Pfarrdorf, überwiegend links)
  - Kleinwenkheim (Pfarrdorf, überwiegend rechts)
  - Wambergsmühle (Einöde, rechts)
  - Wannigsmühle (Einöde, links)
- Markt Maßbach
  - Haardmühle (Einöde, überwiegend rechts)